# يا أنا يا حيفا (فلم)
يا أنا يا حيفا هو فيلم روائي فلسطيني قصير عُرِض عام 2007 من إخراج شادي سرور وكتابة إياد برغوثي ومدته 15 دَقيقة، عرض باللغة العربية ومترجم إلى الإنجليزية، تم إنجاز العمل بمساعدة من المدرسة العربية الفلسطينية للسينما في الناصرة، شارك الفيلم في إفتتاح حفل تكريم السينما الفلسطينية في المهرجان الدولي لأفلام الهواة في قليبية بتونس، وشارك في مهرجان دبي الدولي للأفلام. حاز الفيلم على الجائزة الأولى لأفضل فيلم في مسابقة الأفلام الروائية القصيرة ضمن مسابقة جائزة العودة عام 2007.

## قصة الفيلم
يعرض الفيلم بعض المواقف التي تقارن بين إغراءات الحياة خارج فلسطين بمقابل التخلي عن الوطن وبين الواقع الصعب الذي نعيشه فيها بمقابل التمسك بالوطن، كما يروي قصة حب بين البطل ومحبوبته الممنوعة من العيش في حيفا، فتخيره بين البقاء معها والذهاب خارج البلاد أو التخلي عنها والبقاء في حيفا. يستهدف الفيلم نادي القرّاء والمجتمع من أجل الإلمام السياسي الاجتماعي الثقافي الفكري بالحالة الفلسطينية في الماضي والحاضر والمستقبل.